# パク・ヨンミ
パク・ヨンミ（박연미、朴研美、朴妍美とも、1993年10月4日 - ）は、2007年に中国に逃れた脱北者で、2009年から韓国を拠点とする人権活動家。教育的かつ政治に対して積極的な家庭であったが、1990年代における北朝鮮の恐慌下では、闇取引を行うようになった。父親が密輸に関与して強制労働処分になると、家族は飢えに直面する。中国に移住したが、母親と共に人身売買の被害に遭い、後にモンゴルに逃れた。彼女は現在、中国における人身売買を世界に訴え、北朝鮮及び世界の人権問題のために活動している。
パクの名は、アイルランドのダブリンで開催された、ワンヤングワールド2014サミットにおけるスピーチによって、世界に知れ渡った。彼女自身の脱北経験に関するスピーチは、YouTube等のSNSで、2日間で5000万回再生され、現在は8000万回を超えている。2015年9月には、伝記『生きるための選択 ―少女は13歳のとき、脱北することを決意して川を渡った』が出版された。

## 経歴

### 生い立ち
1993年10月4日、北朝鮮両江道、恵山市生まれ。父親は朝鮮労働党の一員として、恵山市役所で働く公務員、母親は朝鮮人民軍陸軍の看護師だった。ユンミという名前の姉がいた。父親は後に、平壌で金属の密輸事業を行い、1年の大半は妻と娘を恵山に残したまま働いていた。違法な事業を行った罪で父親が投獄されるまで、家族は北朝鮮の一般的家庭よりは裕福であったという。

### 脱北
父親は、違法取引の罪で逮捕され、重労働を宣告された。彼女が北朝鮮政府による抑圧に気づき、金一族に対して疑問を抱き始めたきっかけは、密輸された『タイタニック』のDVDを鑑賞したことだったという。彼女は、「映画を通して本物の愛を知り、自由とは何かを学んだ」と語っている。
家族が一同再会すると、パクの父親は家族に対し、中国へ逃れるように強く説得する。一方彼女の姉ユンミは、家族に告げることなく中国に脱出していた。パクと家族は、ユンミの逃亡によって家族全員が罰せられる懸念があったが、脱北ブローカーの働きにより北朝鮮を脱し、中国に逃れた。中国人と韓国人のキリスト教宣教師の手引きで家族はモンゴルに移動。さらに、韓国外交官の手助けでソウル特別市に移住した。波乱万丈な逃亡生活は2009年に終わり、パクは北朝鮮の人権問題のために戦う活動家として、本格的に始動した。

#### 中国
パクら家族は中国との国境を越えて脱北した。2007年3月30日夜、人身売買屋に手引きされたパクと母親は、極寒の川を渡り、3つの山を越えて中国国境を目指した。一方父親は病を抱え、脱出の足手まといになることを嫌い、一人北朝鮮に残った。中国国境を越えた後、パクと母親は吉林省に向かった。姉のユンミを探すべく、人身売買屋に居場所を尋ねたが、何も情報が掴めなかったため亡くなったのだろうと考えた。朝鮮系の住民が多い街であったことが幸いし、当局の目をかわし、宣教師の助けでモンゴル経由で韓国に逃れる機会を掴んだ。

#### モンゴル
2009年2月、人権活動家と宣教師の援助を受けてモンゴルにたどり着いた2人は、ゴビ砂漠を旅して韓国の外交官の手引きで亡命することを計画した。
モンゴルの国境に到着したとき、警備兵に制止され中国に送り返すと脅された。2人はナイフで自殺すると決めた。この行動を見た警備兵は逮捕という形で、2人を通すことを許し、モンゴルの首都ウランバートルの拘置所に拘束することとした。4月1日、2人はチンギスハーン国際空港に送られ、韓国へ飛ぶことを許された。ついに自由を得た彼女の心は安堵感に包まれると同時に、税関職員の通って良しの合図に大いに驚いた。

#### 韓国

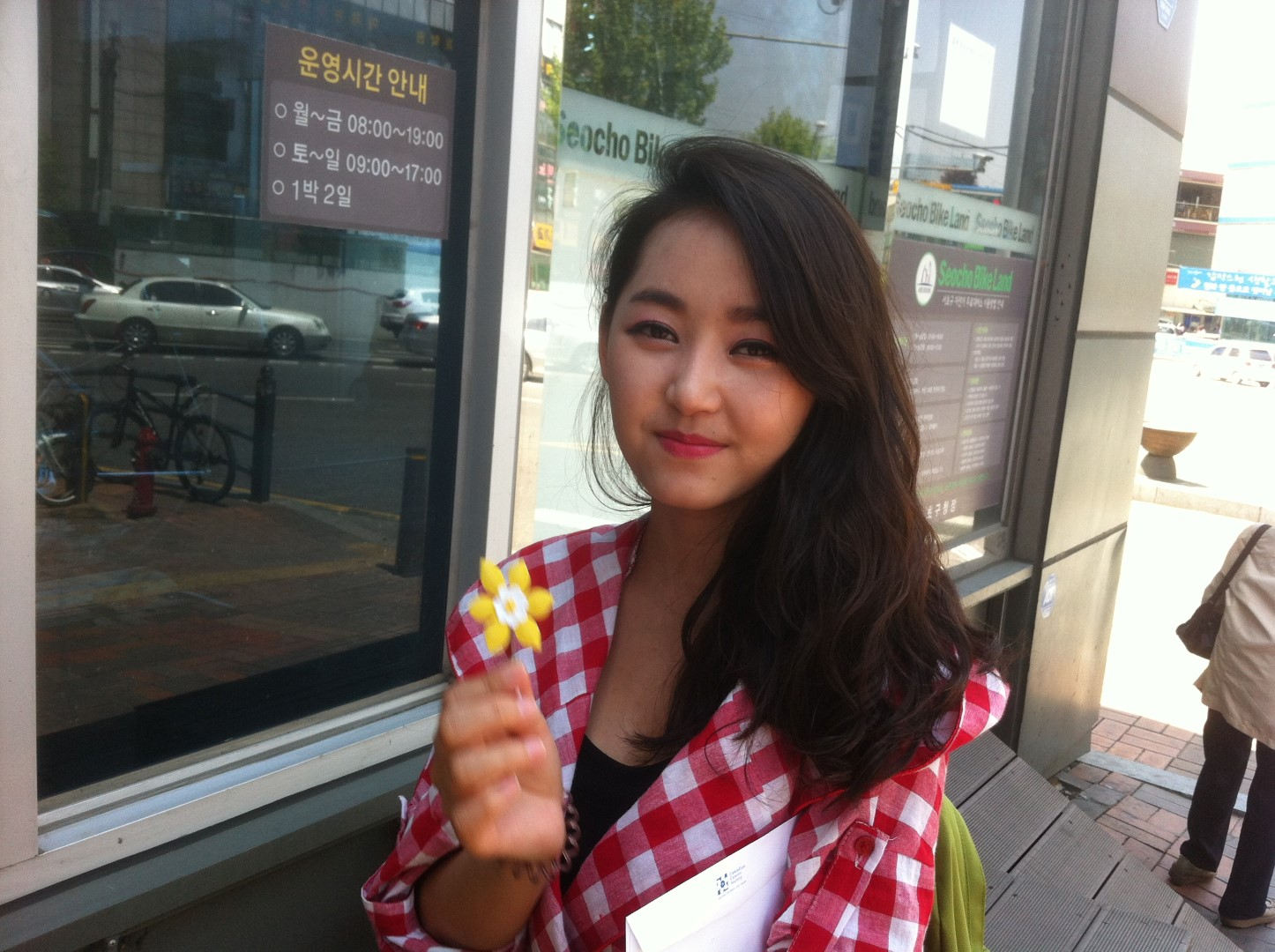
韓国にて

パクと母親は韓国での新生活に苦戦したが、店舗作業員、ウエイトレスとの仕事を手にした。パクは仕事の傍ら、ソウルの東国大学校に通った。
2014年4月、韓国の情報機関から姉のユンミが中国、タイ経由で韓国に逃れていることを告げられる。ついにパクと母親はユンミと再会した。

#### アメリカ
2014年、活動家としてのフィールドを拡大すると同時に伝記を完成させるべく、ニューヨークに移住した。バーナード・カレッジで学ぶ傍らコロンビア大学の教養学部を受験し、2016年の秋学期に入学した。現在、経済学の学位取得を目指している。

### 活動

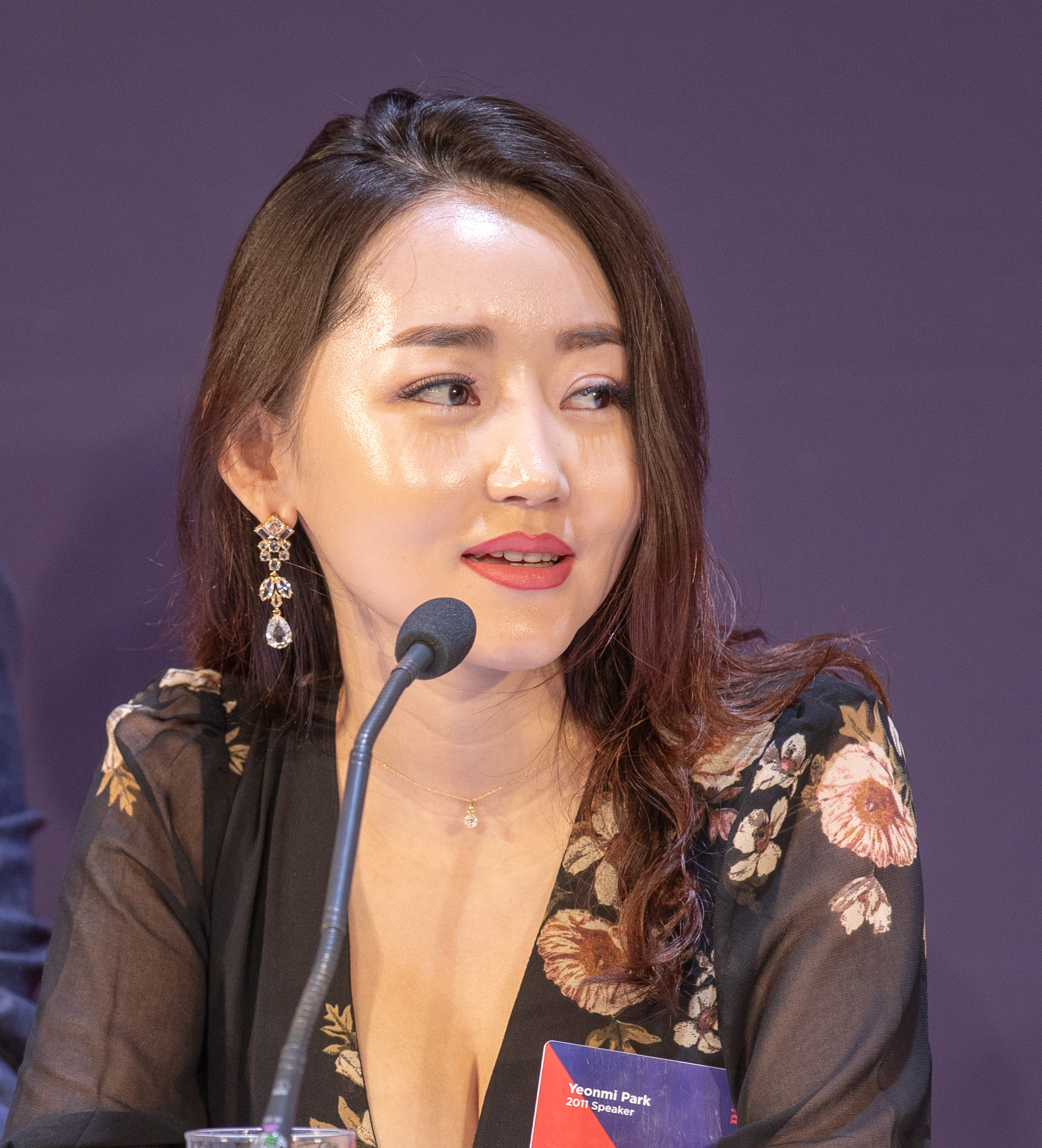
2018年、オスロフリーダムフォーラムにて。

脱北後は、『ワシントン・ポスト』への投書、『ガーディアン』紙のインタビューを受けるなど、北朝鮮での経験を積極的に発信した。フリーファクトリーコーポレーション、自由経済市場のシンクタンクなど、韓国の活動家プログラムにボランティアとして参加し、LiNKのメンバーとなっている。2014年の6月12日から15日にかけて、カリフォルニア州マリブのペパーダイン大学で開催されたLiNKの集会に参加し、同じく北朝鮮系の活動家であるジュウ・ヤン、ソンミン・リーらと共に、北朝鮮の実情と脱北者に対するLiNKの支援の啓発活動を行い、チャンマダン（장마당）キャンペーンを担当した。北朝鮮に来る観光客は、金正日と金日成の像に礼をするよう求められることなどを暴露した。彼女曰く「こうした海外からの訪問者が指導者を強く愛し、従順であるかのように演出することで政権のプロパガンダを助長する手法」である。
BBCの、2014年の女性100人に選ばれており、ヘレナグループのメンバーでもある。
バース で行われたTEDx、ダブリンで行われたワンヤングワールド、オスロフリーダムフォーラム等、有名なイベントで自身の脱北経験を講演している。
世界の人々が脱北者の苦境と、脱北者たちの自由のために出来ることについて啓発するため、ポッドキャスト番組『ノースコリア・トゥデイ』にて、ケイシー・ラルティーグと共に司会を務め、北朝鮮に関する話題、脱北後の人々の生活などを5回にわたって放送した。
2017年1月1日、SNSにて結婚を報告。相手はエゼキエルという男性で、2018年には第一子となる息子を出産した。

## 信条
北朝鮮と韓国の統一には慎重な意見を持ち、北も南もなく、みな等しく朝鮮人であると考えている。
自身と他の脱北者たちが、北朝鮮の人権問題を声高に訴え続けることで、変革を起こすと信じており、『ナショナル・レビュー』誌で明かした彼女の推定は「中国共産党、ベトナム共産党のように、北朝鮮の政権も変わる。北朝鮮の共産党（朝鮮労働党）が今後も政権を握り続けるには、他に道はない」というものだった。またそれにより、金一族は人民に寄り添い世界に向けてよりオープンな国家となることができると語っている。
さらに、北朝鮮の闇市であるチャンマダンが、外部のメディアや情報への大きな入口となっている現状から社会を変革し、成長させる可能性を秘めていると考える。「もし、生まれ変わった北朝鮮に戻ることがあったら、金政権の抑圧で貧困を余儀なくされていた人々に豊かさと自由をもたらした仲間に会いたい」と語っている。
自国民を虐げ続けた金正恩を残虐な指導者であると断じており、「彼は犯罪者であり、人殺しである。権力の座に着くや否や、映画を見た、聖書を読んだというだけで、たった1日で80人もの人々を処刑した。脱北を試みるものを射殺するよう命じた、非常に残酷な若き指導者だ」と述べている。
時折、発言に一貫性が無いことに関しては、当時の英語力の低さや、子供の頃の記憶が曖昧であることなどが原因であるとしている。

## 証言の真実性
一部の批評家は、パク·ヨンミの証言に対して不一致を指摘した。 The DiplomatのMary Ann Jolleyは彼女の証言の「深刻な不一致」から矛盾した反論まで何度も指摘した。 パク·ヨンミは、自分の話の不一致が過去の自分の制限された英語力によるものだと釈明した。
脱北者で北朝鮮開発研究所の設立者であるキム·ビョンウクは「パク·ヨンミの証言は信頼できない」とし、彼女が過去の経験と北朝鮮のやり方を誇張したと話した。

## 著作
- パク・ヨンミ、Maryanne Vollers『In Order to Live: A North Korean Girl's Journey to Freedom』ペンギン・ブックス、New York、2015年9月29日。ISBN 978-0-698-40936-1。OCLC 921419691。